# Haute-Garonne
Haute-Garonne (IPA: [ˌotɡaˈʁɔn], okcitánul Nauta Garona, am. Felső-Garonne) a 83 eredeti département, azaz megye egyike, amelyeket a francia forradalom alatt 1790. március 4-én hoztak létre. Székhelye Toulouse.

## Elhelyezkedése
|  | Franciaország déli részén terül el, Okcitánia régió (2015 végéig Midi-Pyrénées régió) része. A megyét északról Tarn-et-Garonne, keletről Tarn, Aude és Ariège, délről Lleida és Huesca tartományok (Spanyolország), nyugatról pedig Hautes-Pyrénées és Gers megyék határolják. 200 km hosszan folyik át rajta a névadó Garonne folyó. Déli része a Pireneusokban van. |

## Települések

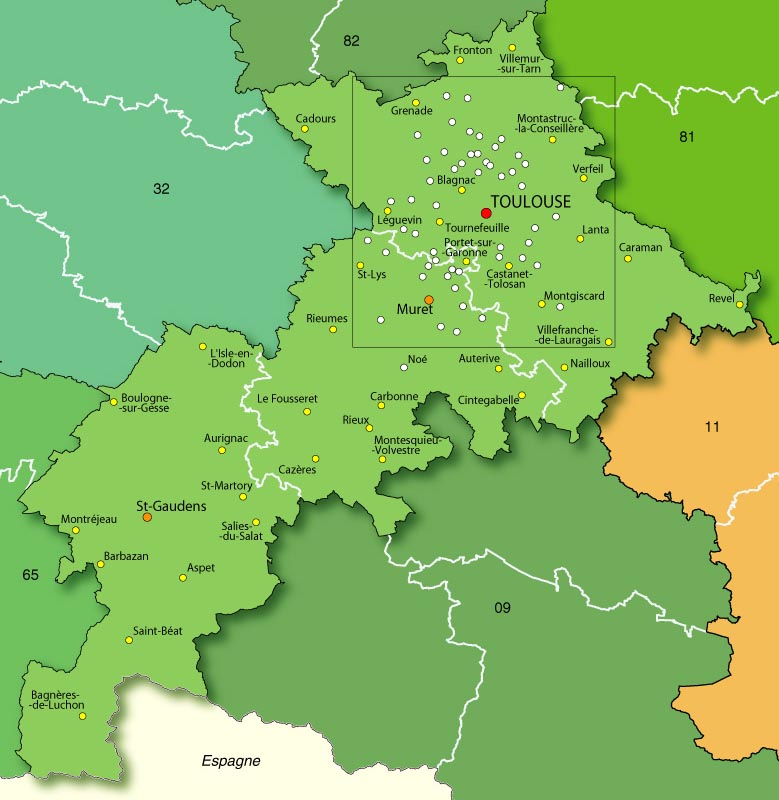
Haute-Garonne települései térképen

A megye legnagyobb városai 2011-ben:

| Település                | Népesség |
| ------------------------ | -------- |
| Toulouse                 | 447 340  |
| Colomiers                | 35 186   |
| Tournefeuille            | 25 340   |
| Muret                    | 23 864   |
| Blagnac                  | 21 710   |
| Plaisance-du-Touch       | 16 091   |
| Cugnaux                  | 15 807   |
| L'Union                  | 11 868   |
| Balma                    | 13 474   |
| Ramonville-Saint-Agne    | 11 994   |
| Saint-Orens-de-Gameville | 11 142   |
| Saint-Gaudens            | 11 248   |
| Castanet-Tolosan         | 11 033   |

## Galéria

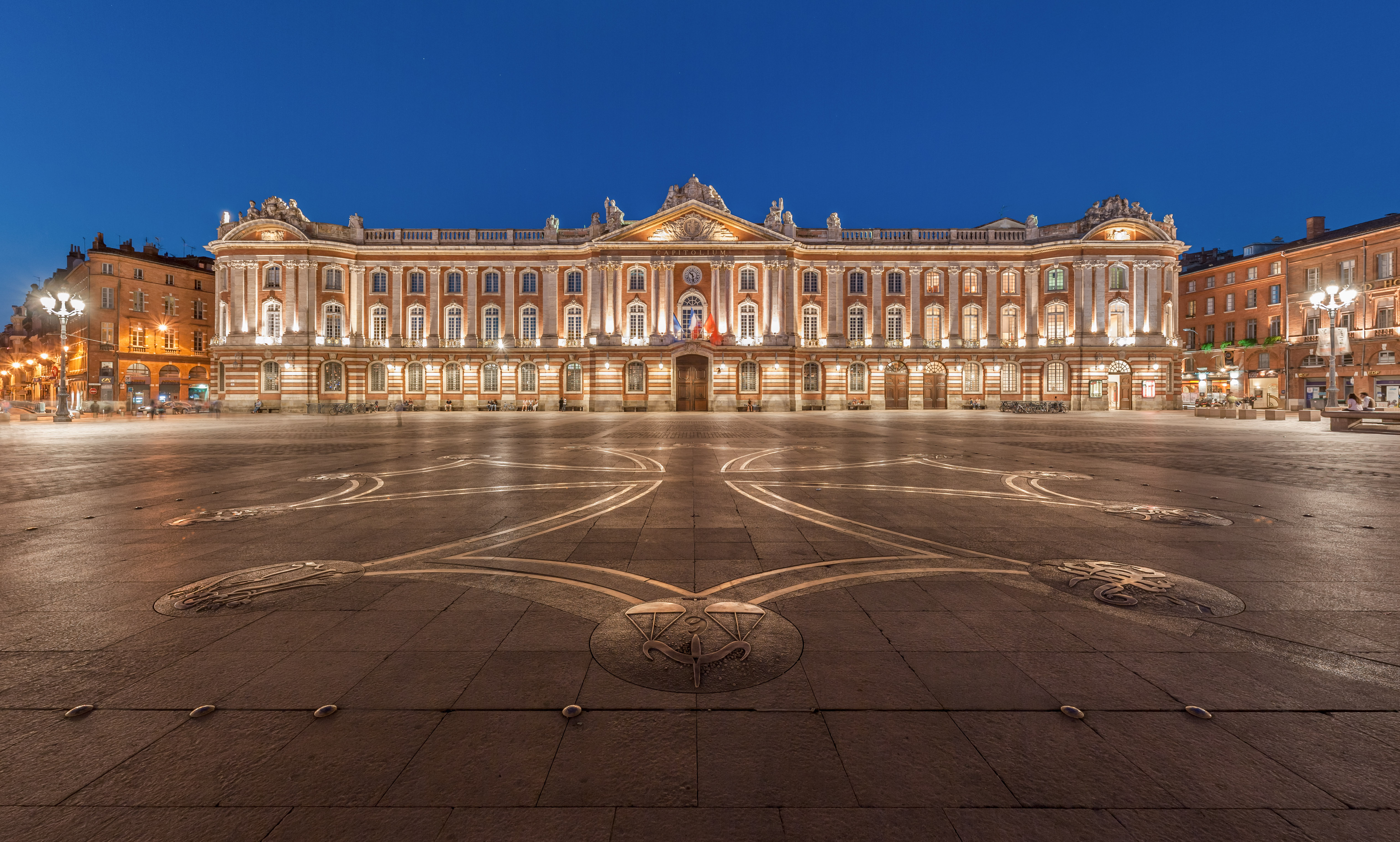
Toulouse
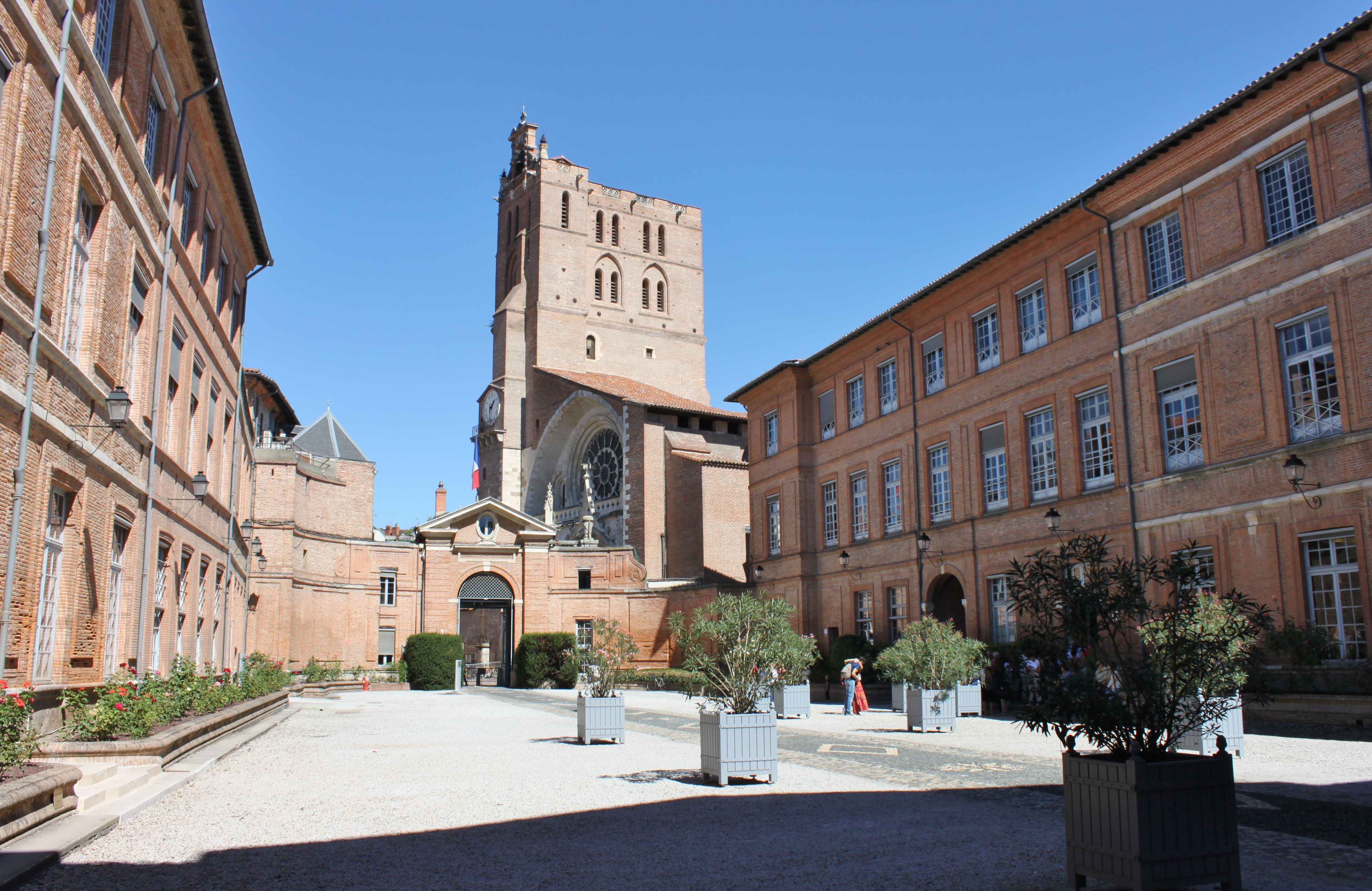
A prefektúra épülete Toulouse-ban, háttérben  katedrális
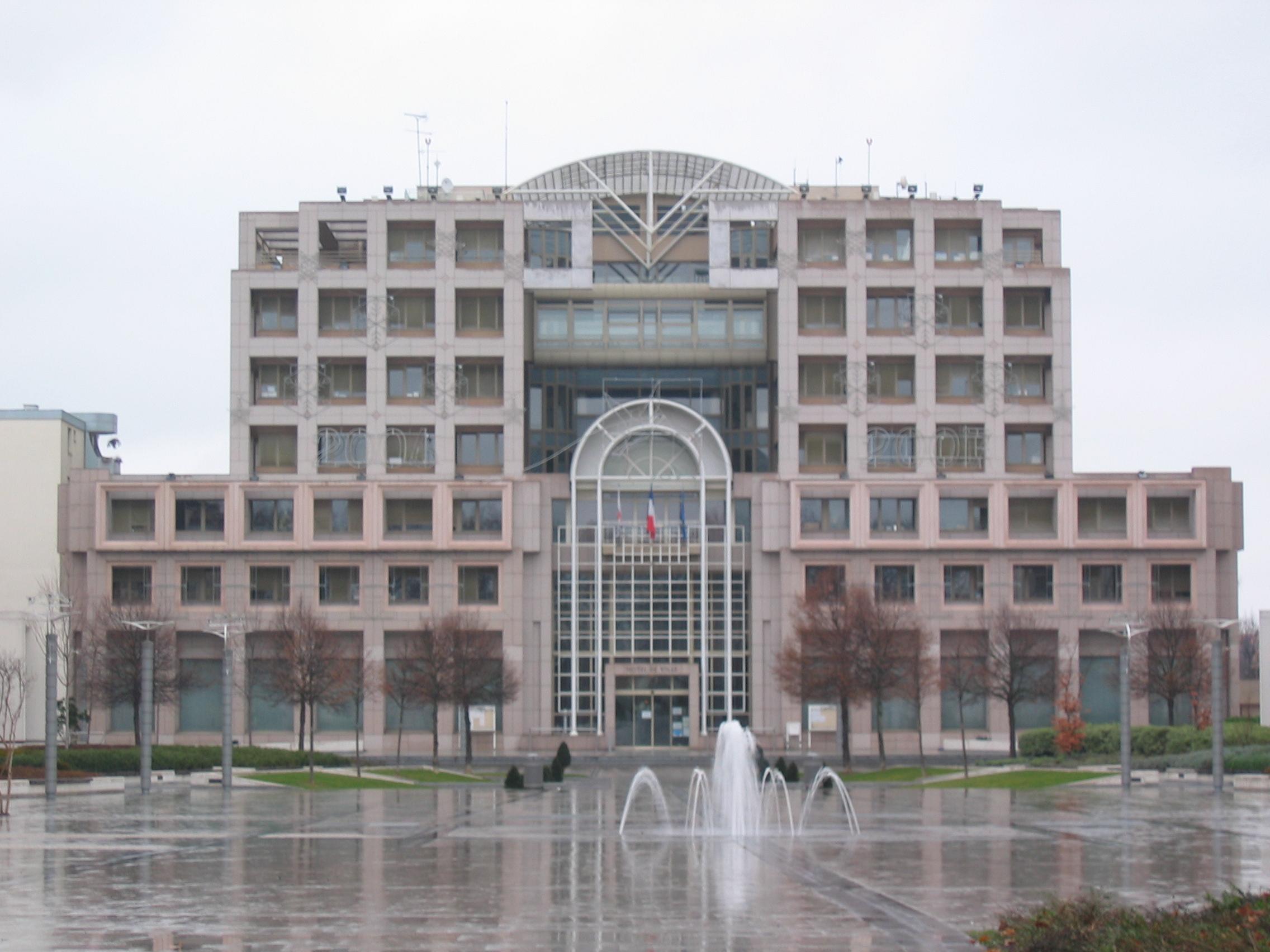
Colomiers
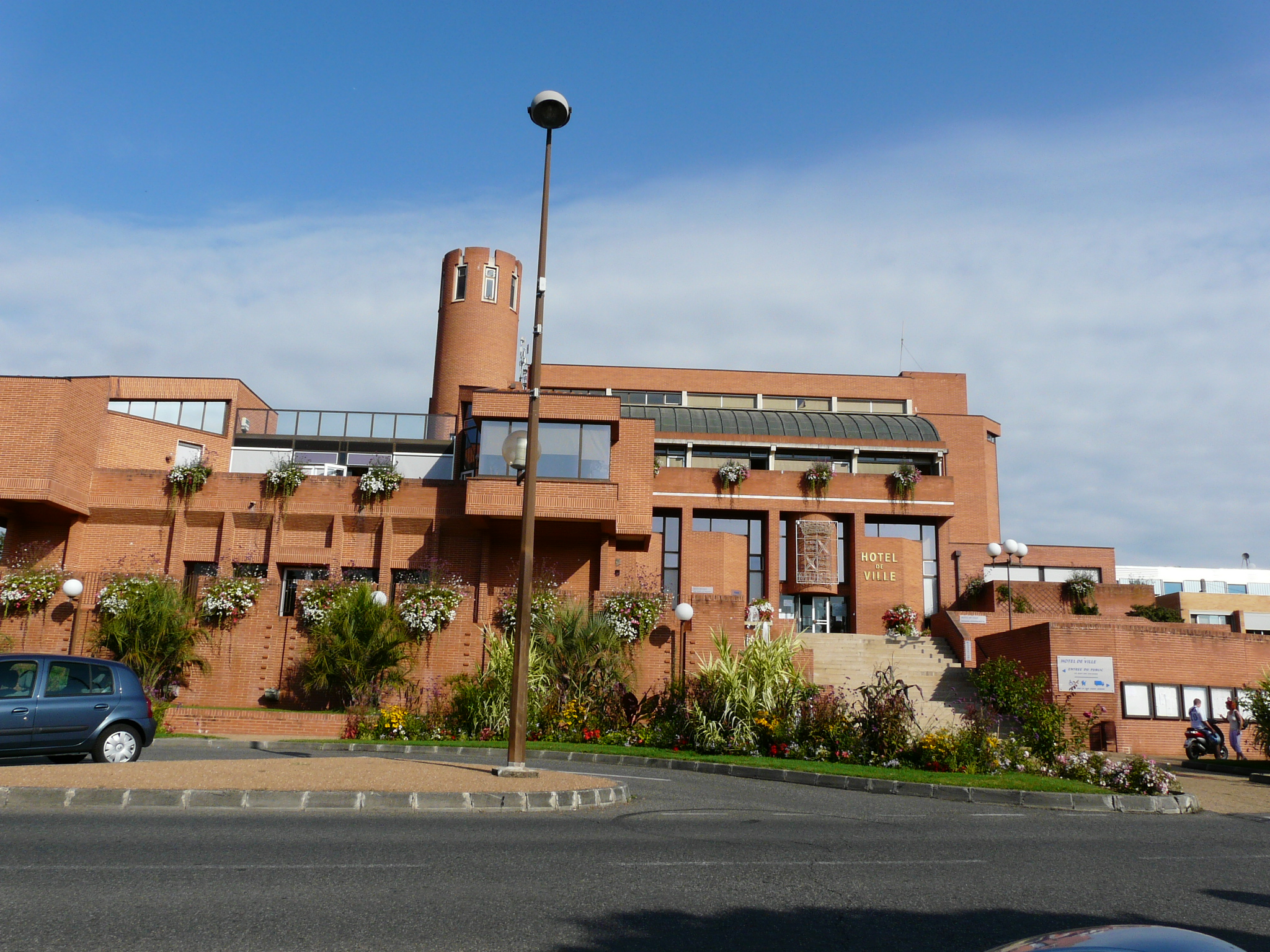
Muret